# Colônia (departamento)
Colônia (português brasileiro) ou Colónia (português europeu) (em castelhano: Colonia) é um departamento do Uruguai localizado na região sudoeste do território, frente à cidade de Buenos Aires e separada desta pelo Rio da Prata. 
É uma das localidades com maior densidade demográfica e a que primeiro recebeu habitantes na época colonial.
Limita-se ao norte com o departamento de Soriano e ao leste com o departamento de San José. Em seu extremo noroeste limita-se com o rio Uruguai.

## Demografia
Segundo o censo de 2004, existia um total de 119.266 pessoas e 40.243 residências no departamento. A média de pessoas por família era de 3,2 e para cada 100 mulheres havia 96,7 homens. Além disso, de acordo com estimativas do Instituto Nacional de Estadística (INE) do Uruguai, Colônia está registrando um crescimento quase nulo ou negativo, como o resto do país, fato que juntamente com os dados estatísticos supõe que ao início de 2025, haverá 120.196 pessoas vivendo na região.
- Taxa de crescimento populacional: 0,448% (2004)
- Taxa de natalidade: 15,05 nascimentos/1000 habitantes (2004)
- Taxa de mortalidade: 9,97 mortes/1.000 habitantes
- Média de idade: 33,5 (32,5 homens, 34,6 mulheres)
- Esperança de vida ao nascer (2004):

- Média de filhos por família: 2,19 filhos/mulher
- Renda urbana per capita (em cidades com pelo menos 5000 habitantes): 4385 6 pesos uruguaios/mês

Crescimento populacional (em habitantes):
- 1852: 7.971
- 1860: 13.349
- 1908: 54.644
- 1963: 105.276
- 1975: 111.832
- 1985: 112.717
- 1996: 120.241
- 2004: 119.266

## Principais cidades

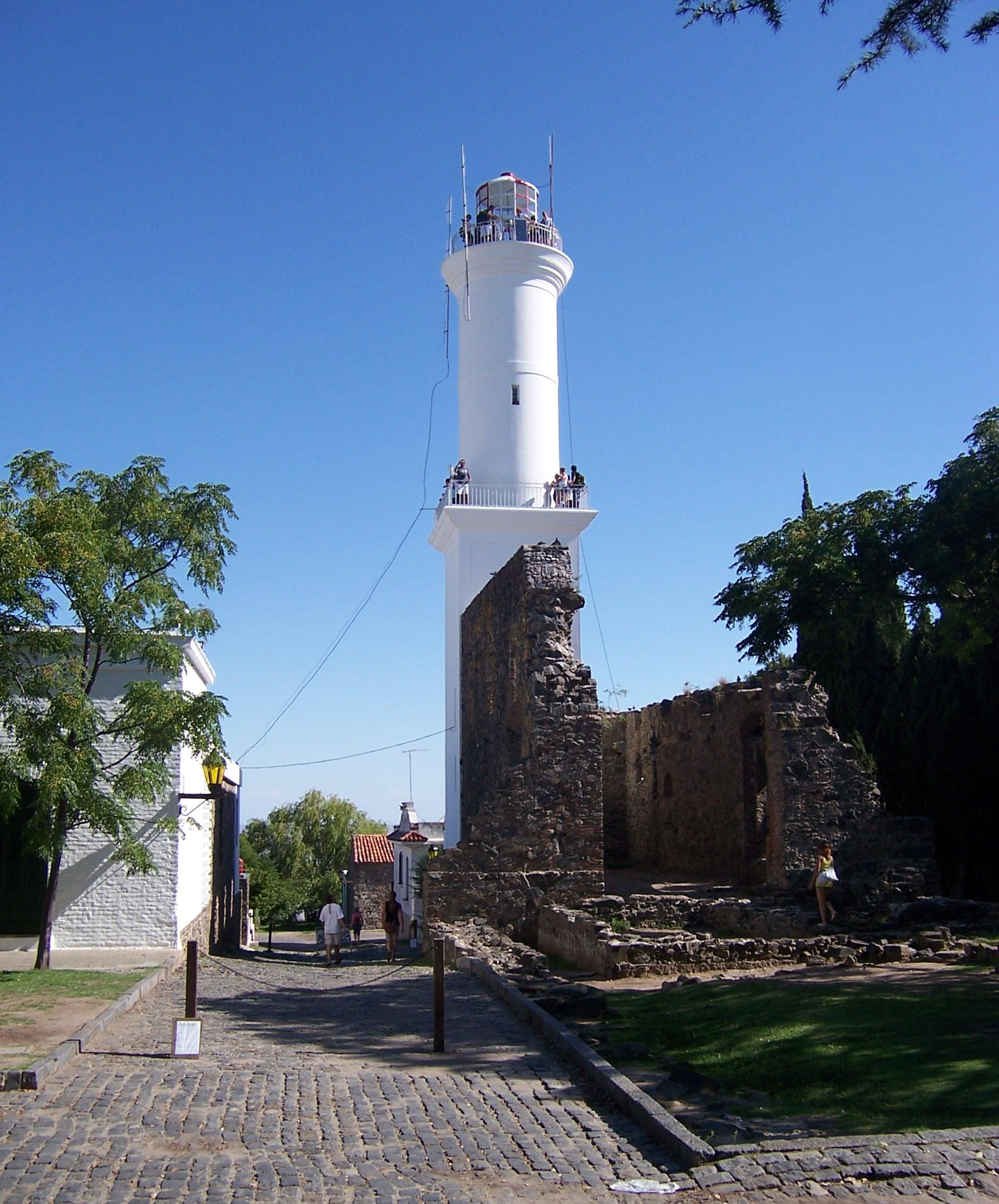
Colônia do Sacramento (Uruguai).

Colônia do Sacramento é o porto em atividade mais importante do departamento, e um dos mais influentes no estuário do Rio da Prata. Outras cidades/ povoados que se destacam são: Carmelo (possui estaleiros no rio Las Vacas), Juan L. Lacaze (porto industrial), Nueva Helvecia (ou Colônia Suíça), Rosario, Nueva Palmira e Colonia Valdense.
Abaixo está uma lista das cidades ou vilas com população superior a 1.000 habitantes segundo o censo de 2004, salvo indicação de outra data:
| Cidade/Povoado        | População    |
| --------------------- | ------------ |
| Carmelo               | 16.628       |
| Colônia do Sacramento | 21.744       |
| Colonia Valdense      | 2.876 (1996) |
| Florencio Sánchez     | 3.038 (1996) |
| Juan L. Lacaze        | 13.015       |
| Nueva Helvecia        | 9.607        |
| Nueva Palmira         | 8.410        |
| Ombúes de Lavalle     | 3.189 (1996) |
| Rosario               | 9.403        |
| Tarariras             | 6.174 (1996) |
| Conchillas            | 756          |